# Merrilliopanax alpinus
Merrilliopanax alpinus là một loài thực vật có hoa trong Họ Cuồng cuồng. Loài này được (C.B.Clarke) C.B.Shang mô tả khoa học đầu tiên năm 1983. Đây là loài đặc hữu của Trung Quốc.